# Umsatzsteuererklärung (Deutschland)
Die Umsatzsteuererklärung ist eine jährliche Steuererklärung, die ein Unternehmer der Umsätze im Sinne des § 1 UStG ausführt, nach § 18 Abs. 3 UStG zu übermitteln hat.
Regelmäßig ist die Umsatzsteuererklärung nach § 149 Abs. 2 AO bis zum 31. Juli des Folgejahrs an das zuständigen Finanzamt zu übermitteln. Wird der Steuerpflichtige durch einen Steuerberater vertreten, verlängert sich die Abgabefrist auf das Ende des 14. Monats nach Ablauf des Kalenderjahres. Bei Beendigung der unternehmerischen Tätigkeit oder in der Land- und Forstwirtschaft gelten besondere Fristen.
Die Erklärung ist seit 2011 nach amtlich vorgeschriebenen Datensatz elektronisch zu übermitteln und die abzuführende Steuer selbst zu berechnen (Selbstveranlagung). Für die elektronische Übermittlung kann das von der Finanzverwaltung eingerichtete ELSTER-Portal genutzt werden oder die Software von Drittanbietern, die ELSTER unterstützen.
Die jährliche Zahllast ergibt sich aus der abzuführenden Umsatzsteuer abzüglich der abzugsfähigen Vorsteuer und der im Besteuerungszeitraum in Umsatzsteuervoranmeldungen erklärten Umsatzsteuerzahllast.

## Form
Formular zur Umsatzsteuererklärung (Kalenderjahr 2024):
- Hauptvordruck
  - Formular USt 2 A: Umsatzsteuererklärung
- Anlagen
  - Anlage UN: für im Ausland ansässige Unternehmer
  - Anlage FV: für Fiskalvertreter